# Arcadius van Antiochië
Arcadius van Antiochië was een taalkundige onderlegd in de Oudgriekse grammatica. Hij leefde in Antiochië aan de Orontes. Vermoedelijk leefde hij in de 2e eeuw v.Chr. doch de beschrijving door Stephanus van Byzantium (5e eeuw n.Chr) is hier niet duidelijk over.
De Byzantijnen in de 10e eeuw noteerden in hun Suda dat Arcadius drie werken schreef. De werken waren getiteld: 
- Over de orthografie
- Over de zinsleer in de gesproken taal
- Over de naamvallen.